# Atya gabonensis
Atya gabonensis is een garnalensoort uit de familie van de Atyidae. De wetenschappelijke naam van de soort is voor het eerst geldig gepubliceerd in 1875 door Giebel.

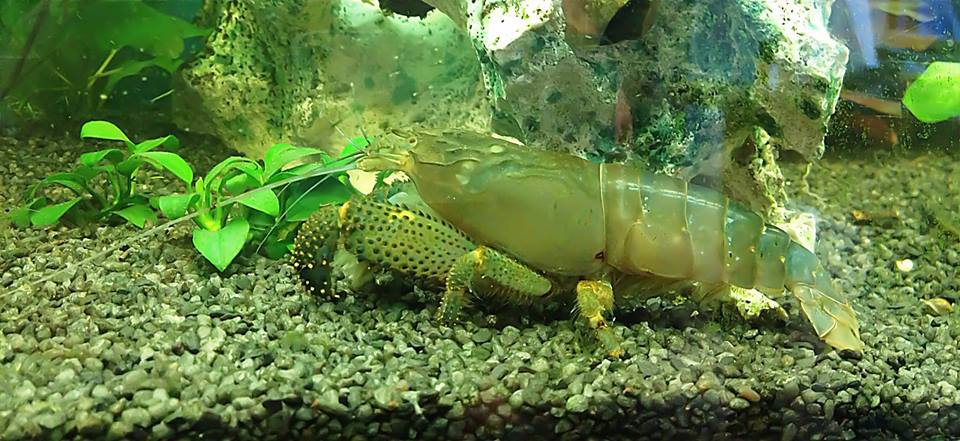
Atya gabonesis